# Джеймс Шор
Джеймс Шор (англ. James Schor; нар. 14 жовтня 1965) — колишній американський тенісист.
Найвищу одиночну позицію світового рейтингу — 418 місце досяг 7 серпня 1989, парну — 133 місце — 27 листопада 1989 року.

## Титули на челленджерах

### Парний розряд: (1)
| Ранг | Рік  | Турнір         | Покриття | Партнер       | Суперники                | Рахунок       |
| ---- | ---- | -------------- | -------- | ------------- | ------------------------ | ------------- |
| 1.   | 1989 | Лагос, Нігерія | Тверде   | Альфонсо Мора | Якко Елтінг Паул Гаргейс | 4–6, 7–6, 6–2 |